# 湖北单极虫
湖北单极虫（学名：Thelohanellus hupehensis）为单极虫科单极虫属的动物。在中国，分布于湖北等，营寄生生活，寄生在鲫的鳃、脾、肾。